# ياسين إيدبيهي
ياسين إيدبيهي (بالألمانية: Yassin Idbihi)‏ مواليد 24 يوليو 1983، هو لاعب كرة سلة ألماني بدأ مسيرته الاحترافية في سنة 2001 يلعب مع فريق بايرن ميونخ ويحمل الرقم 32.

## فرق لعب لها
- ليموج سي إس بي
- ألبا برلين
- بايرن ميونخ لكرة السلة

## روابط خارجية
- ياسين إيدبيهي على موقع الاتحاد الدولي لكرة السلة (الإنجليزية)
- ياسين إيدبيهي على موقع الدوري الأوروبي لكرة السلة (الإنجليزية)
- ياسين إيدبيهي على موقع كرة السلة الأوروبية.كوم (الإنجليزية)
- ياسين إيدبيهي على موقع كلية كرة السلة في سبورتس رفرنس.كوم (الإنجليزية)
- ياسين إيدبيهي على موقع ريلجم (الإنجليزية)
- ياسين إيدبيهي على موقع بروبوليرز (الإنجليزية)
- ياسين إيدبيهي على موقع سبورتس رفرنس (الإنجليزية)